# Angelo Stucchi
Angelo Stucchi (Civate, 2 novembre 1934) è un ex calciatore italiano, di ruolo terzino sinistro.

## Carriera
Stucchi è il giocatore che vanta la più lunga militanza nella storia del Messina; ha infatti disputato nove stagioni consecutive con i siciliani, dal 1958-1959 al 1966-1967. Con il Messina ha disputato complessivamente 235 partite in campionato, segnando una rete. A queste vanno aggiunte 10 presenze in Coppa Italia.
Figura al primo posto nella classifica dei giocatori con più presenze in campionato nel Messina, ed è secondo per presenze totali (alle spalle di Salvatore Schillaci).

## Palmarès

### Club

#### Competizioni nazionali
- Serie B: 1

Messina: 1962-1963